# Antonio González (santo)
Antonio González (1593, León, España-24 de septiembre de 1637, Nagasaki Japón) Fue un sacerdote católico, misionero dominico en Filipinas, santo español y mártir en Japón.

## Primeros años
Fue hijo de una familia cristianamente devota. Después de sus estudios básicos se inscribió en el seminario diocesano, pero cambió a la opción de religioso e ingresó a los 16 años en León, al convento de Santo Domingo, donde estudió latín y retórica. Cursó sus estudios correspondientes y se ordenó sacerdote y siguió una especialización teológica. 

## Ministerio sacerdotal
Una vez ordenado fue enviado al convento de Piedrahíta en Ávila, donde fue nombrado profesor de Teología por lo que se dedicó a la enseñanza de su especialidad y a la dirección espiritual de los jóvenes y fieles. Parte de su servicio era servir y ayudar a los pobres por lo que eso lo llevó por diversos pueblos de España, dejando siempre un testimonio ejemplar.
Al escuchar cartas de compañeros de la congregación que estaban misionando en tierras lejanas, y la devoción y ejemplo de Antonio por san Pedro Mártir de Verona, despertó el deseo de imitar al santo italiano, por lo que solicitó afiliarse a la provincia dominicana del Rosario con el fin de ir a lejano Oriente. En 1631 se embarcó en Sevilla, rumbo a Manila, vía México, junto con treinta y cinco compañeros.
Ya en Manila en 1632, se desempeñó como catedrático universitario de teología, en el colegio de Santo Tomás (Filipinas), ascendiendo luego a la administración como rector de la que 13 años después (1645) elevó el rango a universidad siendo la fue la primera universidad católica en el lejano Oriente.
En diversas ocasiones, denunció en público las violaciones que había cometido el gobernador de Filipinas, Sebastián Hurtado de Corchera en personas miembros del clero, y llevando una labor de predicación en defensa de la verdad y la justicia.

## Misión en Japón
En 1633 fue postulado como candidato a obispo de Japón y miembro de la Congregación de Propaganda Fide, ante una crisis de persecución de los cristianos.
En 1636 su postulación fie aceptada, y se embarcó secretamente en Manila junto con otros tres religiosos dominicos y dos laicos, un filipino Lorenzo Ruiz, y un japonés Lázaro de Kyoto, (desterrado por cristiano y leproso a Filipinas, mismo que se ofreció como guía e intérprete). 
El 10 de junio de 1636 partía con otros tres sacerdotes y otros dos laicos. Ambos seglares padecerían después martirio y serían canonizados junto con el padre Antonio González y quince compañeros. El 21 de julio llegaron a la isla de Lequios, (hoy Okinawa), donde fueron arrestados y enviados a la cárcel, estando preso por 14 meses, sin que pudiera ejercer su ministerio apostólico con el pueblo japonés, pero eso no le impidió servir a sus hermanos presos, por los que los evangelizó y preparó para permanecer en la fe cristiana hasta la muerte, principalmente a los dos laicos. 
De la cárcel fueron conducidos a Nagasaki el 21 de septiembre de 1637 para ser procesados, aunque a la salida de Lequios, ya se sintieron preparados, para sacrificar su vida por Cristo. La llegada a Nagasaki fue hecha púbica y espectacular, para que fuera presenciada por la multitud como castigo ejemplar de lo que les pasa a los cristianos que no renuncia a su fe. El misionero iba vestido con el escapulario dominicano y hacía la señal de la cruz con las manos, como signo de bendición y del evangelio de Cristo. Fue llevado ante el tribunal donde Antonio confesó que era religioso y que su misión era evangelizar. Eso fue motivo suficiente para que fuere sometido al tormento del agua por dos días seguidos, siendo el primero de los castigos la prueba del “agua ingurgitada”, en la que la víctima era obligada a ingerir gran cantidad de agua que luego debía expulsar por presión del vientre. Luego le instaron a renegar de su fe y le hicieron promesas, pero él respondió que prefería morir antes que renunciar a su fe. Los verdugos pusieron delante de él a que unos paganos pisasen la imagen de la Virgen del Rosario y a pesar de estar fuertemente amarrado, se abalanzó al suelo para venerarla, cubriendo la imagen a besos, lo que le valió grandes bofetadas.
El 23 de septiembre, en el segundo día de tormento del agua, su físico fue quebrantado y le sobrevino una fiebre, y el agua salió ensangrentada, por o que la fiebre le postró en tierra, llegando a solicitar un poco de vino para recuperar fuerzas. Fue llevado a la cárcel, y su estado se agravó, dándose cuenta de que estaba cerca de la muerte. Lo llevaron en brazos a la celda. Mientras tanto los jueces estaban pendientes y cerciorándose si el acusado renegaba o no de la fe cristiana. 
Al amanecer del día siguiente, después de pedir a sus compañeros que rezaran por él y animar todavía al vacilante Lázaro de Manila para que no cayera en la apostasía, se despidió de sus compañeros, encomendó su alma a la misericordia de Dios, y atado de pies y manos y con todo el cuerpo lleno de dolores, murió el 24 de septiembre de 1637 en la ciudad de Nagasaki, a la que había sido llevado en espera de un juicio. Un testigo dijo: “Dios le había llamado para sí y para darle el premio de lo que por Él había padecido”. Su cadáver fue arrojado al fuego y las cenizas esparcidas en el mar, para impedir que los cristianos pudiesen recoger sus reliquias y venerarlas.
Junto con él fueron martirizados Miguel de Aozaraza, Sacerdote dominico español; Vicente Schiwozuka de la Cruz, Sacerdote dominico japonés; Guillermo Courtet o Tomas de Santo Domingo, Sacerdote dominico, francés; Lázaro de Kyoto. Laico, japonés y Lorenzo Ruiz, Laico filipino.

## Beatificación
Fue beatificado el 18 de febrero de 1981 por el papa Juan Pablo II en Manila y canonizado por el mismo papa el 18 de octubre de 1987 junto con otros 14 compañeros mártires de Japón cuya memoria litúrgica se celebra el 28 de septiembre (San Lorenzo Ruiz y compañeros mártires). 